# Huiron
Huiron ist eine französische Gemeinde im Département Marne in der Region Grand Est. Sie hat eine Fläche von 13,35 km² und 302 Einwohner (2022).
Nachbargemeinden sind: Glannes, Frignicourt, Courdemanges, Humbauville und Sompuis.
Der Bahnhof Huiron lag an der Bahnstrecke Fère-Champenoise–Vitry-le-François.

## Bevölkerungsentwicklung
| Jahr                       | 1962 | 1968 | 1975 | 1982 | 1990 | 1999 | 2006 | 2012 | 2018 |
| -------------------------- | ---- | ---- | ---- | ---- | ---- | ---- | ---- | ---- | ---- |
| Einwohner                  | 294  | 304  | 303  | 286  | 298  | 270  | 317  | 308  | 305  |
| Quellen: Cassini und INSEE |      |      |      |      |      |      |      |      |      |

## Sehenswürdigkeiten
- Kirche Saint-Martin (Monument historique), erbaut im 15. Jahrhundert

## Weblinks

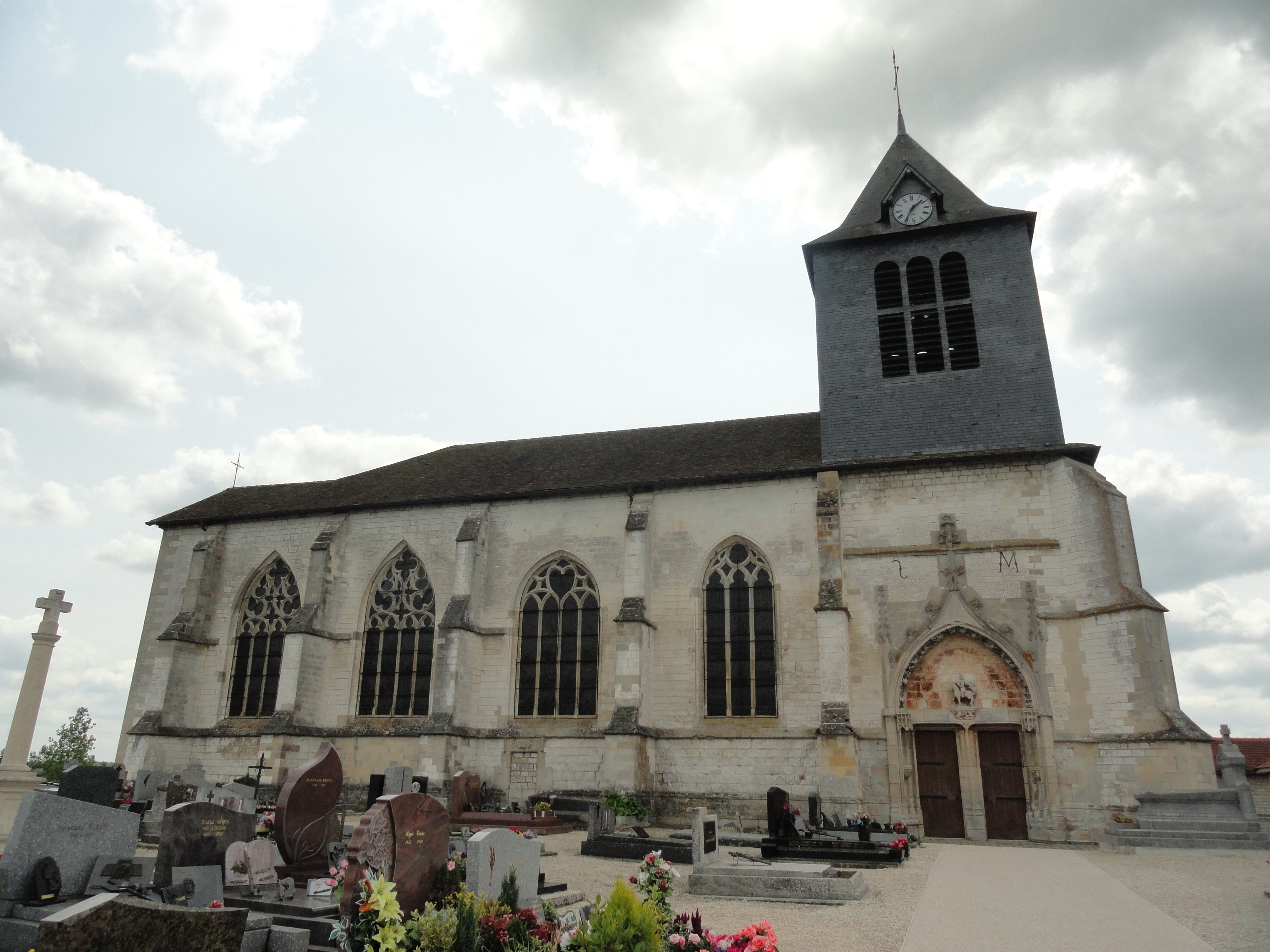
Kirche Saint-Martin